# Нову-Алегри

Нову-Алегри на карте штата.

Нову-Алегри (порт. Novo Alegre) — муниципалитет в Бразилии, входит в штат Токантинс. Составная часть мезорегиона Восточный Токантинс. Входит в экономико-статистический микрорегион Дианополис. Население составляет  2 286 человек на 2010 год. Занимает площадь 200,105 км². Плотность населения — 11,42 чел./км².

## Демография
Согласно сведениям, собранным в ходе переписи 2010 г. Национальным институтом географии и статистики (IBGE), население муниципалитета составляет:
| Полное население                               | Полное население                               | Полное население                               | Полное население                               | 2 286 |
| ---------------------------------------------- | ---------------------------------------------- | ---------------------------------------------- | ---------------------------------------------- | ----- |
| в том числе:                                   | Городское население                            | 1 699                                          | Процент городского населения, %                | 74,32 |
|                                                | Сельское население                             | 587                                            | Процент сельского населения, %                 | 25,68 |
|                                                | Мужское население                              | 1 180                                          | Процент мужского населения, %                  | 51,62 |
|                                                | Женское население                              | 1 106                                          | Процент женского населения, %                  | 48,38 |
| Плотность населения, чел/км²                   | Плотность населения, чел/км²                   | Плотность населения, чел/км²                   | Плотность населения, чел/км²                   | 11,42 |
| Население муниципалитета в % к населению штата | Население муниципалитета в % к населению штата | Население муниципалитета в % к населению штата | Население муниципалитета в % к населению штата | 0,17  |

По данным оценки 2016 года население муниципалитета — 2 351 житель.

## Статистика
- Валовой внутренний продукт на 2003 составляет 5.611.443,00 реалов (данные: Бразильский институт географии и статистики).
- Валовой внутренний продукт на душу населения на 2003 составляет 2.303,55 реалов (данные: Бразильский институт географии и статистики).
- Индекс развития человеческого потенциала на 2000 составляет 0,694 (данные: Программа развития ООН).

## Важнейшие населенные пункты
| № | Населённый пункт | Населённый пункт (порт.) | Категория | Население чел. (2010) | На карте                        |
| - | ---------------- | ------------------------ | --------- | --------------------- | ------------------------------- |
| 1 | Нову-Алегри      | Novo Alegre              | город     | 1 699                 | 12°54′53″ ю. ш. 46°34′30″ з. д. |